# Kazuo Sugino
Kazuo Sugino (杉野計雄, Sugino Kazuo) (né en 1921 à Onoda (en) et mort en août 1999) est un aviateur japonais, as de l'aviation de la marine impériale japonaise.
Il a enregistré 32 victoires dans sa carrière,.